# Parmanand Jha
Parmanand Jha (nepalesisk: परमानन्द झा, født 1944) er en nepalesisk politiker og jurist, der var vicepræsident i Nepal fra 2008 til 2015. Han var tidligere midlertidig dommer ved Nepals højesteret.
Han er født og opvokset i Darbhanga i Mithila i Bihar, Britisk Indien, af nepalesiske forældre. Jha har boet i landsbyen Mauwaha i Saptari District i den sydøstlige del af Nepal.
Jha gik ind i politik i december 2007 som medlem af Terai-partiet Madhesi Jana Adhikar Forum, der er det fjerdestørste parti i Nepals parlament med 52 mandater ud af i alt 601.